# Station Sablé-sur-Sarthe
Station Sablé-sur-Sarthe is een spoorwegstation in de Franse gemeente Sablé-sur-Sarthe.